# 감비아 국가 올림픽 위원회
감비아 국가 올림픽 위원회(영어: Gambia National Olympic Committee)는 감비아를 대표하는 국가 올림픽 위원회이다. IOC 코드는 GAM이다. 본부는 바카우에 있으며 아프리카 국가 올림픽 위원회 연합에 소속되어 있다.
1972년에 설립되었으며 1976년에 국제 올림픽 위원회의 승인을 받았다. 올림픽, 올아프리카 게임, 코먼웰스 게임을 비롯한 국제 스포츠 대회에 참가하는 감비아의 선수들을 대표한다.